# Bébé la terreur (film, 1954)
Pour les articles homonymes, voir Bébé la terreur.
Pour plus de détails, voir Fiche technique et Distribution.
Bébé la terreur de Bugs Bunny (Baby Buggy Bunny) est un cartoon Merrie Melodies réalisé par Chuck Jones en 1954 mettant en scène Bugs Bunny et Harry « Finster face de bébé » Fourmillière, célèbre voleur de banque.

## Synopsis
Un grand et mystérieux bandit, Harry Fourmilière, est en train d'effectuer un hold-up dans une banque : il se révèle être nain et se déguise en bébé lorsque cinq policiers arrivent. Le landau où il avait caché son argent roule dans la poussette que Harry avait utilisé pour duper les cinq policiers et tombe dans le terrier de Bugs qui commence déjà à compter les billets. Finster (le bandit) se fait passer pour un bébé abandonné et réussit à entrer dans le terrier de Bugs. Le mini-bandit manque de récupérer son argent lorsque Bugs lui cherche un jouet, le bébé s'échappe de son enclos grâce à des couches et en emportant l'argent mais Bugs réussit à le reprendre après s'être fait assommé. Il se refait assommer par Finster lorsqu'il éteint la lumière. Bugs s'aperçoit que Finster se rase, fume et est tatoué et regarde enfin les informations à la télévision, apprenant le vol de banque de Finster. Le lapin se venge en « lavant » Finster dans son lave-linge, en le faisant tomber, en lui donnant une fessée et finalement, le livre à la police.